# Eduard Biermann
Wilhelm Eduard Biermann (* 16. Mai 1878 in Bremen; † 11. Dezember 1937 in Frankfurt (Main)) war ein deutscher Nationalökonom und lehrte an den Universitäten Leipzig, Greifswald und Frankfurt am Main.

## Leben
Eduard Biermann begann 1897 zu studieren. Er studierte an den Universitäten Berlin, Leipzig, Caen und München. In Leipzig schloss er das Studium 1901 ab und wurde zum Doktor der Philosophie promoviert. Seine Dissertation hieß Die deutsche Viehversicherung und ihre Reform.
1904 fand an der Universität Leipzig Biermanns Habilitation anhand der Schrift Zur Geschichte und Kritik der individualistisch-atomistischen Staats- und Staatsinterventionslehre seit der Begründung der politischen Ökonomie als Wissenschaft statt. Noch in diesem Jahr wurde er Privatdozent für Nationalökonomie an der Fakultät für Philosophie. Zum nichtplanmäßigen außerordentlichen Professor wurde er 1910 befördert.
1919 wechselte Biermann als ordentlicher Professor an die Universität Greifswald. Dort unterrichtete er bis 1929. In diesem Jahr wurde er als ordentlicher Honorarprofessor für Nationalökonomie an die Universität Frankfurt am Main berufen. Er hatte dort die Professur bis zu seinem Lebensende inne.

## Werke
- Staat und Wirtschaft (Berlin 1904)
- Zur Lehre von der Produktion (Leipzig 1904)
- Anarchismus und Kommunismus. 6 Volkshochschulvorträge (Leipzig 1906)
- Die Weltanschauung des Marxismus (Leipzig 1908)